# يوجين فيشر (مؤرخ)
يوجين فيشر (بالألمانية: Eugen Fischer)‏ هو أمين مكتبة ومؤرخ ألماني، ولد في 3 مارس 1899 في بيرتشسغادن في ألمانيا، وتوفي بنفس المكان في 19 مارس 1973.